# Malin Baryard-Johnsson
Malin Birgitta Baryard-Johnsson (Söderköping, 10 april 1975) is een Zweedse amazone, die gespecialiseerd is in springen.
Zij nam vijfmaal deel aan de Olympische Spelen en won tijdens de Olympische Zomerspelen van Tokio op de rug van haar paard H&M Indiana de gouden medaille in het springconcours team, individueel eindigde hij als vijfde. In 2004 won zij met de Zweedse ploeg de zilveren medaille.

## Resultaten

### Olympische Zomerspelen
| Editie | Plaats         | Resultaten                                                                                |
| ------ | -------------- | ----------------------------------------------------------------------------------------- |
| 1996   | Atlanta        | 10e springconcours team op Corrmint 49e springconcours individueel op Corrmint            |
| 2000   | Sydney         | 7e springconcours team op Butterfly Flip 20e springconcours individueel op Butterfly Flip |
| 2004   | Athene         | springconcours team op Butterfly Flip 28e springconcours individueel op Butterfly Flip    |
| 2016   | Rio de Janeiro | 7e springconcours team op Cue Channa 42 46e springconcours individueel op Cue Channa 42   |
| 2021   | Tokio          | springconcours team op H&M Indiana 5e springconcours individueel op H&M Indiana           |

### Wereldruiterspelen
| Jaar | Plaats               | Resultaten                                                                                  |
| ---- | -------------------- | ------------------------------------------------------------------------------------------- |
| 1998 | Rome                 | 12 springconcours team op Corrmint 67e springconcours individueel op Corrmint               |
| 2002 | Jerez de la Frontera | springconcours team op Butterfly Flip · 12e springconcours individueel op Butterfly Flip    |
| 2006 | Aken                 | 12e springconcours team op Butterfly Flip 107e springconcours individueel op Butterfly Flip |
| 2010 | Lexington            | 6e springconcours team op H&M Actrice W 27e springconcours individueel op H&M Actrice W     |
| 2018 | Tryon                | springconcours team op H&M Indiana · 30e springconcours individueel op H&M Indiana          |

1912: Lewenhaupt, Kilman, von Rosen ·
1920: König, von Rosen, Norling ·
1924: Thelning, Ståhle, Lundström ·
1928: Navarro, Álvarez, García ·
1936: Hasse, von Barnekow, Brandt ·
1948: Mariles, Uriza, Valdés ·
1952: White, Stewart, Llewellyn ·
1956: Winkler, Thiedemann, Lütke-Westhues ·
1960: Winkler, Thiedemann, Schockemöhle ·
1964: Schridde, Jarasinski, Winkler ·
1968: Day, Gayford, Elder ·
1972: Ligges, Wiltfang, Steenken, Winkler ·
1976: Parot, Rozier, Roguet, Roche ·
1980: Tsjoekanov, Poganovsky, Asmaje, Korolkov ·
1984: Fargis, Homfeld, Burr Howard, Smith ·
1988: Beerbaum, Brinkmann, Hafemeister, Sloothaak ·
1992: Raijmakers, Romp, Tops, Lansink ·
1996: Sloothaak, Nieberg, Kirchhoff, Beerbaum ·
2000: Beerbaum, Nieberg, Ehning, Becker ·
2004: Wylde, Ward, Madden, Kappler ·
2008: Ward, Kraut, Simpson, Madden ·
2012: Skelton, Maher, Brash, Charles ·
2016: Rozier, Staut, Bost, Leprévost ·
2020: von Eckermann, Baryard-Johnsson, Fredricson ·
2024: Maher, Charles, Brash
- International Standard Name Identifier: 0000 0000 5266 0685
- MusicBrainz: c460733f-0807-4f7c-83a4-15cc63acb429
- LIBRIS: 261276
- Virtual International Authority File: 22121875